# Twelve Minutes
Twelve Minutes ist ein Adventure-Spiel, das von Nomada Studio entwickelt und am 19. August 2021 von Annapurna Interactive für Microsoft Windows, Xbox One, Xbox Series und später auch für die Sony PlayStation 4 digital veröffentlicht wurde. Bei dem als „interaktiven Thriller“ beworbenen Point-and-Click-Spiel, das in einer kleinen Apartment-Suite und den umliegenden Bereichen stattfindet, muss der Spieler wiederholt Ereignisse in einem 12-Minuten-Zyklus durchspielen, um zu versuchen, ein Rätsel zu lösen. Kopf hinter dem Spiel ist Luís António, der vormals als Grafiker bei Rockstar Games arbeitete.

## Handlung
Twelve Minutes ist ein entscheidungsgesteuertes Spiel mit Zeitschleifen; die Reihenfolge der Ereignisse ist jedoch je nach Spielverlauf unterschiedlich.
Ein Ehemann kehrt nach der Arbeit in seine Wohnung zurück und wird von seiner Frau begrüßt, die ihn mit der Nachricht überrascht, dass sie schwanger ist. Als sie sich zu freuen beginnen, klopft ein Mann an die Tür, der sich als Polizist ausgibt und beide verhaftet. Er beschuldigt die Frau, vor acht Jahren ihren Vater ermordet und eine teure Taschenuhr gestohlen zu haben. Der Polizist erwürgt daraufhin den Ehemann zu Tode, der sich plötzlich wieder am Anfang des folgenden Abends wiederfindet, gefangen in einer Zeitschleife. Wenn der Ehemann stirbt, die Wohnung verlässt oder die Zeit abläuft, kehrt er an den Anfang des Abends zurück.
Nachdem er die versteckte Uhr in der Wohnung gefunden und seiner Frau bewiesen hat, dass er denselben Abend noch einmal erlebt, gesteht sie ihm schließlich ihre geheime Vergangenheit. Die Frau erzählt ihm, dass ihr Vater kurz nach ihrer Geburt eine Affäre mit dem Kindermädchen hatte, aus der ein Kind hervorging. Die Entdeckung der Affäre und die Existenz eines unehelichen Kindes stürzten die Mutter in eine tiefe Depression und schließlich in den Tod. Jahre später erschoss sie während eines heftigen Streits an Heiligabend versehentlich ihren Vater mit einer Pistole und lief aus Angst vor den Konsequenzen davon.
Der Ehemann befragt schließlich den Polizisten und erfährt, dass er ein enger Freund des Vaters seiner Frau war. Die Tochter des Polizisten ist krebskrank, und er will die Taschenuhr verkaufen, um ihre Behandlung zu finanzieren. Die Version des Polizisten über den Tod des Vaters ist ebenfalls anders: Der Vater überlebte, als er an Heiligabend erschossen wurde, aber jemand anderes kam an Silvester zurück und tötete ihn mit der gleichen Waffe. Der Ehemann erkennt, dass seine Frau keinen Mord begangen hat, und findet einen Weg, dem Polizisten die Unschuld seiner Frau zu beweisen. Die drei Personen unterhalten sich in aller Ruhe und kommen zu dem Schluss, dass es sich bei dem Mörder um den Bruder der Frau handelt, der eine Affäre hatte.
Leider wiederholt sich die Schleife immer noch, so dass sich der Ehemann darauf konzentriert, die Identität des Bruders herauszufinden. Als er den Polizisten mit dieser neuen Information verhört, erfährt er, dass seine Mutter, die er nie kennengelernt hatte, das Kindermädchen war. Unter Schock kehren seine verdrängten Erinnerungen zurück, und er erlebt den verhängnisvollen Neujahrsabend vor acht Jahren noch einmal: Er konfrontiert den Mann, der sich um ihn gekümmert hat, und gesteht ihm, dass er sich in dessen Tochter verliebt hat, nur um zu erfahren, dass dieser Mann sein Vater und die Tochter seine Halbschwester ist. Da er die Wahrheit nicht verkraften kann, kommt es zu einem Kampf, bei dem er versehentlich seinen Vater erschießt und flieht.
Mit Hilfe der Uhr, mit der er die Zeit zurückdrehen kann, kehrt der Ehemann in die Realität zurück, wo er immer noch mit seinem Vater darüber spricht, dass er sich in seine Halbschwester verliebt hat; es stellt sich heraus, dass der Ehemann sich eine positive Zukunft mit seiner Frau vorstellt und der Polizist eine Manifestation der Einmischung seines Vaters ist. Wenn der Ehemann den Vorschlag seines Vaters, seine Halbschwester zu verlassen, ablehnt, wiederholt sich das Handgemenge und er bricht seinem Vater versehentlich das Genick, und die Schleifen wiederholen sich. Entscheidet sich der Ehemann, den Vorschlag seines Vaters anzunehmen, tritt er in eine Schleife ein, in der die Wohnung leer ist und er allein ist. Wenn der Ehemann ein Buch rezitiert, das seine Frau während der Schleifen gelesen hat, bietet ihm der Vater an, ihm zu helfen, seine Halbschwester zu vergessen, was dazu führt, dass die Schleifen zurückgesetzt werden und von neuem beginnen. Wenn der Ehemann schließlich dasselbe Buch noch einmal rezitiert und dann auf die Uhr starrt, bevor er sich entscheidet, es zu vergessen, sagt der Vater ihm, dass er seine imaginäre Zukunft beenden soll, wodurch alle Zeitschleifen beendet werden.

## Spielprinzip und Technik
Twelve Minutes wird aus einer Top-Down-Perspektive einer Apartmentsuite gespielt, die sich ein Mann und seine Frau teilen, einschließlich des Hauptwohn- und Küchenbereichs, ihres Schlafzimmers und Badezimmers. Der Spieler kontrolliert den Ehemann während dieser Ereignisse, bei denen er verschiedene Aktionen ausführen kann. Ohne bestimmte Maßnahmen zu ergreifen, erfährt der Mann im Laufe der zwölf Minuten, dass seine Frau schwanger ist, aber ein Polizeibeamter kommt in die Wohnung, beschuldigt die Frau, ihren Vater vor einigen Jahren ermordet zu haben, und bei dem Versuch, sie zu verhaften, schlägt er den Ehemann k.o. und greift die Frau und ihr ungeborenes Kind an und tötet sie. Das Spiel wird dann an der ursprünglichen Stelle wieder aufgenommen. An diesem Punkt kann der Spieler nun versuchen, Maßnahmen zu ergreifen, um zu erfahren, dass die Frau verdächtig ist, wie ihre Verhaftung verhindert werden kann oder andere Maßnahmen zu ergreifen, um in den nächsten zwölf Minuten ein „bestes“ Ergebnis zu erzielen, andernfalls wird die Partie nach Ablauf der zwölf Minuten neu begonnen. Der Spieler erhält jedoch keine genauen Informationen darüber, was dieses Ziel ist, so dass es ihm überlassen bleibt, zu erkunden, wie er die Situation lösen kann. Der Mann ist die einzige Figur, die das Wissen über die vorangegangenen Zyklen bewahrt, wie z. B. das Wissen über die bevorstehende Verhaftung, und diese Information kann für andere Aktionen in zukünftigen Zyklen genutzt werden. Diese Spielschleife wurde mit The Legend of Zelda: Majora's Mask verglichen. Während die Hauptschleife in Echtzeit nur zwölf Minuten dauert, wird erwartet, dass ein Spieler zwischen 6 und 8 Stunden für das Spiel benötigt.

## Entwicklung
Luis Antonio ist ein ehemaliger Künstler von Rockstar Games und Ubisoft, der diese Firmen verlassen hat, um sich der unabhängigen Spieleentwicklung zu widmen. Im Jahr 2012 verbrachte er einige Zeit damit, an der Entwicklung von The Witness mitzuwirken, bevor er sich daran machte, sein eigenes Werk zu schaffen. Für sein erstes Spiel wünschte er sich einen Titel, der die Konsequenzen der Entscheidungsfindung untersucht und zeigt, wie sich diese Entscheidungen auf andere auswirken. Ursprünglich hatte er sich ein Spiel vorgestellt, das innerhalb von 24 Stunden in einem kleinen Stadtviertel stattfinden sollte, aber dies erwies sich als zu groß für ihn selbst, und er skalierte es auf eine einzige Apartment-Suite und einen viel kürzeren Zeitraum zurück. Ein großer Teil des Designs des Spiels ist vom Filmregisseur Stanley Kubrick inspiriert, und als Anspielung auf Kubrick enthält der Lobbybereich rund um die Wohnung das ikonische Teppichmuster, das Kubrick im Overlook Hotel für Shining verwendet hatte. Weitere Inspirationen stammen aus den Filmen Und täglich grüßt das Murmeltier, Memento und Das Fenster zum Hof.
Antonio hatte das Spiel beim PAX East-Event 2015 uraufgeführt. Zu diesem Zeitpunkt verwendete das Spiel Platzhalterkunst, hatte aber die Gameplay-Schleife abgeschlossen. Das Spiel wurde beim Independent Games Festival 2016 mit einer ehrenvollen Erwähnung für den Seumas McNally Grand Prize ausgezeichnet. Antonio hatte die Veröffentlichung des Spiels für 2016 geplant. In der Zwischenzeit holte Antonio jedoch ein fünfköpfiges Team an Bord, um das Spiel zu verfeinern, und holte sich auch Unterstützung bei der Veröffentlichung von Annapurna Interactive. Das Spiel wurde während der Xbox-Pressekonferenz von Microsoft während der E3 2019 erneut gezeigt, mit einer geplanten Veröffentlichung für 2020. Zu den letzten Elementen, die aufgenommen werden sollen, gehören voll stimmige Zeilen für die Hauptfiguren und verbesserte Charakteranimationen durch Motion Capture.
James McAvoy, Daisy Ridley und Willem Dafoe übernahmen die Sprecherrolle für das Spiel. Annapurna Interactive half sowohl beim Casting als auch bei der Suche nach sicheren Orten für die Aufnahme der Stimmen, die genau zu dem Zeitpunkt kamen, als der allgemeine Lockdown der Welt aufgrund der COVID-19-Pandemie begonnen hatte.
Antonio erklärte eine voraussichtliche Veröffentlichung bis Ende 2020 für Windows und Xbox mit späteren Portierungen auf andere Systeme. Ende 2020 wurde dann seitens des Publishers eine weitere Verschiebung auf ein nicht näher spezifiziertes Datum im Jahr 2021 verkündet, später wurde die Veröffentlichung auf den 19. August 2021 terminiert.

## Rezeption
Das Spiel erhielt überwiegend positive Wertungen. IGN vergab 8 von 10 Punkten an Twelve Minutes. Gamespot bewertete es mit 9 von 10 Punkten. Gamestar vergab 68 % und bemängelte das unbefriedigende Ende.
Der japanische Spieleentwickler Hideo Kojima brachte auf Twitter seine Begeisterung für Twelve Minutes zum Ausdruck.